# Collegio di Middlesbrough
Middlesbrough è stato un collegio elettorale situato nel North Yorkshire, nel Nord Est dell'Inghilterra, e rappresentato alla Camera dei comuni del Parlamento del Regno Unito. Eleggeva un membro del parlamento con il sistema first-past-the-post, ossia maggioritario a turno unico; il collegio è stato abolito in occasione della revisione periodica del 2024.

## Estensione
- 1974–1983: i ward del County Borough di Teesside di Berwick Hills, Marton, North Ormesby, St Hilda's, Thorntree e Tollesby.
- 1983–1997: i ward del borgo di Middlesbrough di Acklam, Beckfield, Beechwood, Berwick Hills, Gresham, Grove Hill, Kirby, Linthorpe, North Ormesby, Pallister, Park, St Hilda's, Southfield, Thorntree e Westbourne.
- 1997–2010: i ward del borgo di Middlesbrough di Acklam, Ayresome, Beckfield, Beechwood, Berwick Hills, Brookfield, Gresham, Grove Hill, Kader, Kirby, Linthorpe, North Ormesby, Pallister, Park, St Hilda's, Southfield, Thorntree e Westbourne.
- 2010–2024: i ward del borgo di Middlesbrough di Acklam, Ayresome, Beckfield, Beechwood, Brookfield, Clairville, Gresham, Kader, Grove Hill, Linthorpe, Middlehaven, North Ormesby and Brambles Farm, Pallister, Park, Thorntree e University.

## Membri del parlamento
| Elezione | Elezione        | Deputato              | Partito               |
| -------- | --------------- | --------------------- | --------------------- |
|          | 1868            | Henry Bolckow         | Liberale              |
| 1878 (S) | Isaac Wilson    |                       | Liberale              |
| 1892     | Havelock Wilson |                       | Liberale              |
|          | 1900            | Samuel Sadler         | Conservatore          |
|          | 1906            | Havelock Wilson       | Liberale              |
| Gen 1910 | Penry Williams  |                       | Liberale              |
|          | 1918            | Collegio abolito      | Collegio abolito      |
|          | Feb 1974        | Collegio ri-istituito | Collegio ri-istituito |
|          | Feb 1974        | Arthur Bottomley      | Laburista             |
| 1983     | Stuart Bell     |                       | Laburista             |
| 2012 (S) | Andy McDonald   |                       | Laburista             |
|          | Andy McDonald   | 2023                  | Indipendente          |
|          | Andy McDonald   | 2024                  | Laburista             |
|          | 2024            | Collegio abolito      | Collegio abolito      |

## Elezioni

### Elezioni negli anni 2010
| Partito                    | Partito                                | Candidato                  | Risultati 12 dicembre 2019 | Risultati 12 dicembre 2019 |
| Partito                    | Partito                                | Candidato                  | Voti                       | %                          |
| -------------------------- | -------------------------------------- | -------------------------- | -------------------------- | -------------------------- |
|                            | Laburista                              | Andy McDonald              | 17 207                     | 50,46                      |
|                            | Conservatore                           | Ruth Betson                | 8 812                      | 25,84                      |
|                            | Indipendente                           | Antony High                | 4 548                      | 13,34                      |
|                            | Brexit                                 | Faye Clements              | 2 168                      | 6,36                       |
|                            | Lib Dem                                | Thomas Crawford            | 816                        | 2,39                       |
|                            | Verdi                                  | Hugh Alberti               | 546                        | 1,60                       |
|                            |                                        |                            |                            |                            |
| Iscritti                   | Iscritti                               | Iscritti                   | 60 759                     | 100,00                     |
| ↳ Votanti (% su iscritti)  | ↳ Votanti (% su iscritti)              | ↳ Votanti (% su iscritti)  | 34 097                     | 56,12                      |
| ↳ Astenuti (% su iscritti) | ↳ Astenuti (% su iscritti)             | ↳ Astenuti (% su iscritti) | 26 662                     | 43,88                      |
|                            |                                        |                            |                            |                            |
|                            | Esito: collegio confermato a Laburista |                            |                            |                            |

| Partito                    | Partito                                | Candidato                  | Risultati 8 giugno 2017 | Risultati 8 giugno 2017 |
| Partito                    | Partito                                | Candidato                  | Voti                    | %                       |
| -------------------------- | -------------------------------------- | -------------------------- | ----------------------- | ----------------------- |
|                            | Laburista                              | Andy McDonald              | 23 404                  | 65,67                   |
|                            | Conservatore                           | Jacob Young                | 9 531                   | 26,74                   |
|                            | UKIP                                   | David Hodgson              | 1 452                   | 4,07                    |
|                            | Indipendente                           | Terry Lawton               | 632                     | 1,77                    |
|                            | Lib Dem                                | Dawud Islam                | 368                     | 1,03                    |
|                            | Verdi                                  | Carl Martinez              | 250                     | 0,70                    |
|                            |                                        |                            |                         |                         |
| Iscritti                   | Iscritti                               | Iscritti                   | 60 663                  | 100,00                  |
| ↳ Votanti (% su iscritti)  | ↳ Votanti (% su iscritti)              | ↳ Votanti (% su iscritti)  | 35 637                  | 58,75                   |
| ↳ Astenuti (% su iscritti) | ↳ Astenuti (% su iscritti)             | ↳ Astenuti (% su iscritti) | 25 026                  | 41,25                   |
|                            |                                        |                            |                         |                         |
|                            | Esito: collegio confermato a Laburista |                            |                         |                         |

| Partito                    | Partito                                | Candidato                  | Risultati 7 maggio 2015 | Risultati 7 maggio 2015 |
| Partito                    | Partito                                | Candidato                  | Voti                    | %                       |
| -------------------------- | -------------------------------------- | -------------------------- | ----------------------- | ----------------------- |
|                            | Laburista                              | Andy McDonald              | 18 584                  | 56,82                   |
|                            | UKIP                                   | Nigel Baker                | 6 107                   | 18,67                   |
|                            | Conservatore                           | Simon Clarke               | 5 388                   | 16,47                   |
|                            | Verdi                                  | Hannah Graham              | 1 407                   | 4,30                    |
|                            | Lib Dem                                | Richard Kilpatrick         | 1 220                   | 3,73                    |
|                            |                                        |                            |                         |                         |
| Iscritti                   | Iscritti                               | Iscritti                   | 61 826                  | 100,00                  |
| ↳ Votanti (% su iscritti)  | ↳ Votanti (% su iscritti)              | ↳ Votanti (% su iscritti)  | 32 706                  | 52,90                   |
| ↳ Astenuti (% su iscritti) | ↳ Astenuti (% su iscritti)             | ↳ Astenuti (% su iscritti) | 29 120                  | 47,10                   |
|                            |                                        |                            |                         |                         |
|                            | Esito: collegio confermato a Laburista |                            |                         |                         |

| Partito                    | Partito                                | Candidato                  | Risultati 29 novembre 2012 | Risultati 29 novembre 2012 |
| Partito                    | Partito                                | Candidato                  | Voti                       | %                          |
| -------------------------- | -------------------------------------- | -------------------------- | -------------------------- | -------------------------- |
|                            | Laburista                              | Andy McDonald              | 10 201                     | 60,48                      |
|                            | UKIP                                   | Richard Elvin              | 1 990                      | 11,80                      |
|                            | Lib Dem                                | George Selmer              | 1 672                      | 9,91                       |
|                            | Conservatore                           | Ben Houchen                | 1 063                      | 6,30                       |
|                            | Peace                                  | Imdad Hussain              | 1 060                      | 6,28                       |
|                            | BNP                                    | Peter Foreman              | 328                        | 1,94                       |
|                            | TUSC                                   | John Malcolm               | 277                        | 1,64                       |
|                            | Indipendente                           | Mark Heslehurst            | 275                        | 1,63                       |
|                            |                                        |                            |                            |                            |
| Iscritti                   | Iscritti                               | Iscritti                   | 65 087                     | 100,00                     |
| ↳ Votanti (% su iscritti)  | ↳ Votanti (% su iscritti)              | ↳ Votanti (% su iscritti)  | 16 866                     | 25,91                      |
| ↳ Astenuti (% su iscritti) | ↳ Astenuti (% su iscritti)             | ↳ Astenuti (% su iscritti) | 48 221                     | 74,09                      |
|                            |                                        |                            |                            |                            |
|                            | Esito: collegio confermato a Laburista |                            |                            |                            |

| Partito                    | Partito                                | Candidato                  | Risultati 6 maggio 2010 | Risultati 6 maggio 2010 |
| Partito                    | Partito                                | Candidato                  | Voti                    | %                       |
| -------------------------- | -------------------------------------- | -------------------------- | ----------------------- | ----------------------- |
|                            | Laburista                              | Stuart Bell                | 15 351                  | 45,89                   |
|                            | Lib Dem                                | Chris Foote-Wood           | 6 662                   | 19,91                   |
|                            | Conservatore                           | John Walsh                 | 6 283                   | 18,78                   |
|                            | Indipendente                           | Joan McTigue               | 1 969                   | 5,89                    |
|                            | BNP                                    | Michael Ferguson           | 1 954                   | 5,84                    |
|                            | UKIP                                   | Robert Parker              | 1 236                   | 3,69                    |
|                            |                                        |                            |                         |                         |
| Iscritti                   | Iscritti                               | Iscritti                   | 65 087                  | 100,00                  |
| ↳ Votanti (% su iscritti)  | ↳ Votanti (% su iscritti)              | ↳ Votanti (% su iscritti)  | 33 455                  | 51,40                   |
| ↳ Astenuti (% su iscritti) | ↳ Astenuti (% su iscritti)             | ↳ Astenuti (% su iscritti) | 31 632                  | 48,60                   |
|                            |                                        |                            |                         |                         |
|                            | Esito: collegio confermato a Laburista |                            |                         |                         |

### Elezioni negli anni 2000
| Partito                    | Partito                                | Candidato                  | Risultati 5 maggio 2005 | Risultati 5 maggio 2005 |
| Partito                    | Partito                                | Candidato                  | Voti                    | %                       |
| -------------------------- | -------------------------------------- | -------------------------- | ----------------------- | ----------------------- |
|                            | Laburista                              | Stuart Bell                | 18 562                  | 57,75                   |
|                            | Lib Dem                                | Joe Michna                 | 5 995                   | 18,65                   |
|                            | Conservatore                           | Caroline Flynn-Macleod     | 5 263                   | 16,38                   |
|                            | BNP                                    | Ron Armes                  | 819                     | 2,55                    |
|                            | UKIP                                   | Michael Landers            | 768                     | 2,39                    |
|                            | Indipendente                           | Jackie Elder               | 503                     | 1,57                    |
|                            | Indipendente                           | Derrick Arnott             | 230                     | 0,72                    |
|                            |                                        |                            |                         |                         |
| Iscritti                   | Iscritti                               | Iscritti                   | 65 860                  | 100,00                  |
| ↳ Votanti (% su iscritti)  | ↳ Votanti (% su iscritti)              | ↳ Votanti (% su iscritti)  | 32 140                  | 48,80                   |
| ↳ Astenuti (% su iscritti) | ↳ Astenuti (% su iscritti)             | ↳ Astenuti (% su iscritti) | 33 720                  | 51,20                   |
|                            |                                        |                            |                         |                         |
|                            | Esito: collegio confermato a Laburista |                            |                         |                         |

| Partito                    | Partito                                | Candidato                  | Risultati 7 giugno 2001 | Risultati 7 giugno 2001 |
| Partito                    | Partito                                | Candidato                  | Voti                    | %                       |
| -------------------------- | -------------------------------------- | -------------------------- | ----------------------- | ----------------------- |
|                            | Laburista                              | Stuart Bell                | 22 783                  | 67,57                   |
|                            | Conservatore                           | Alex Finn                  | 6 453                   | 19,14                   |
|                            | Lib Dem                                | Keith Miller               | 3 512                   | 10,42                   |
|                            | Alleanza Socialista                    | Geoffrey Kerr-Morgan       | 577                     | 1,71                    |
|                            | Laburista Socialista                   | Kai Andersen               | 392                     | 1,16                    |
|                            |                                        |                            |                         |                         |
| Iscritti                   | Iscritti                               | Iscritti                   | 67 704                  | 100,00                  |
| ↳ Votanti (% su iscritti)  | ↳ Votanti (% su iscritti)              | ↳ Votanti (% su iscritti)  | 33 717                  | 49,80                   |
| ↳ Astenuti (% su iscritti) | ↳ Astenuti (% su iscritti)             | ↳ Astenuti (% su iscritti) | 33 987                  | 50,20                   |
|                            |                                        |                            |                         |                         |
|                            | Esito: collegio confermato a Laburista |                            |                         |                         |

## Risultati dei referendum

### Referendum sulla permanenza del Regno Unito nell'Unione europea del 2016
|             | Collegio      | Lasciare UE % | Rimanere in UE % |
| ----------- | ------------- | ------------- | ---------------- |
|             | Middlesbrough | 66,0%         | 34,0%            |
| Inghilterra | 53,3%         | 46,7%         |                  |
| Regno Unito | 51,9%         | 48,1%         |                  |